# Leytonstone
Leytonstone is een wijk in het Londense bestuurlijke gebied Waltham Forest, in de regio Groot-Londen van de Britse hoofdstad Londen.

## Geboren
- Alfred Hitchcock (1899-1980), filmregisseur
- Derek Jacobi (1938), acteur
- Steve Harris (1956), muzikant
- David Beckham (1975), voetballer
- Curtis Davies (1985), voetballer
- Adam Smith (1991), voetballer
- Beth Shriever (1999), BMX'er